# Ústavní listina Československé republiky
Ústavní listina Československé republiky byla ústavou první československé republiky. Přijalo ji Národní shromáždění československé dne 29. února 1920 a vyhlášena byla pod č. 121/1920 Sb. z. a n. (sbírky zákonů a nařízení) dne 6. března 1920, kdy také nastala její účinnost. Zrušila Prozatímní ústavu. V platnosti zůstala (i přes bouřlivé období druhé republiky a 2. světové války) až do 9. května 1948, kdy byla zrušena komunistickým režimem a nahrazena novou ústavou, kterou však úřadující prezident dr. Edvard Beneš nepodepsal (Ústava Československé republiky z 9. května 1948). Doplňky ústavní listiny byly ústavní zákon č. 293/1920 Sb. z. a n. o ochraně svobody osobní, domovní a tajemství listovního, jazykový zákon č. 122/1920 Sb. z. a n. a ústavní zákon č. 294/1920 o podpisování zákonů a nařízení. K provedení ústavy byla přijata řada dalších zákonů.

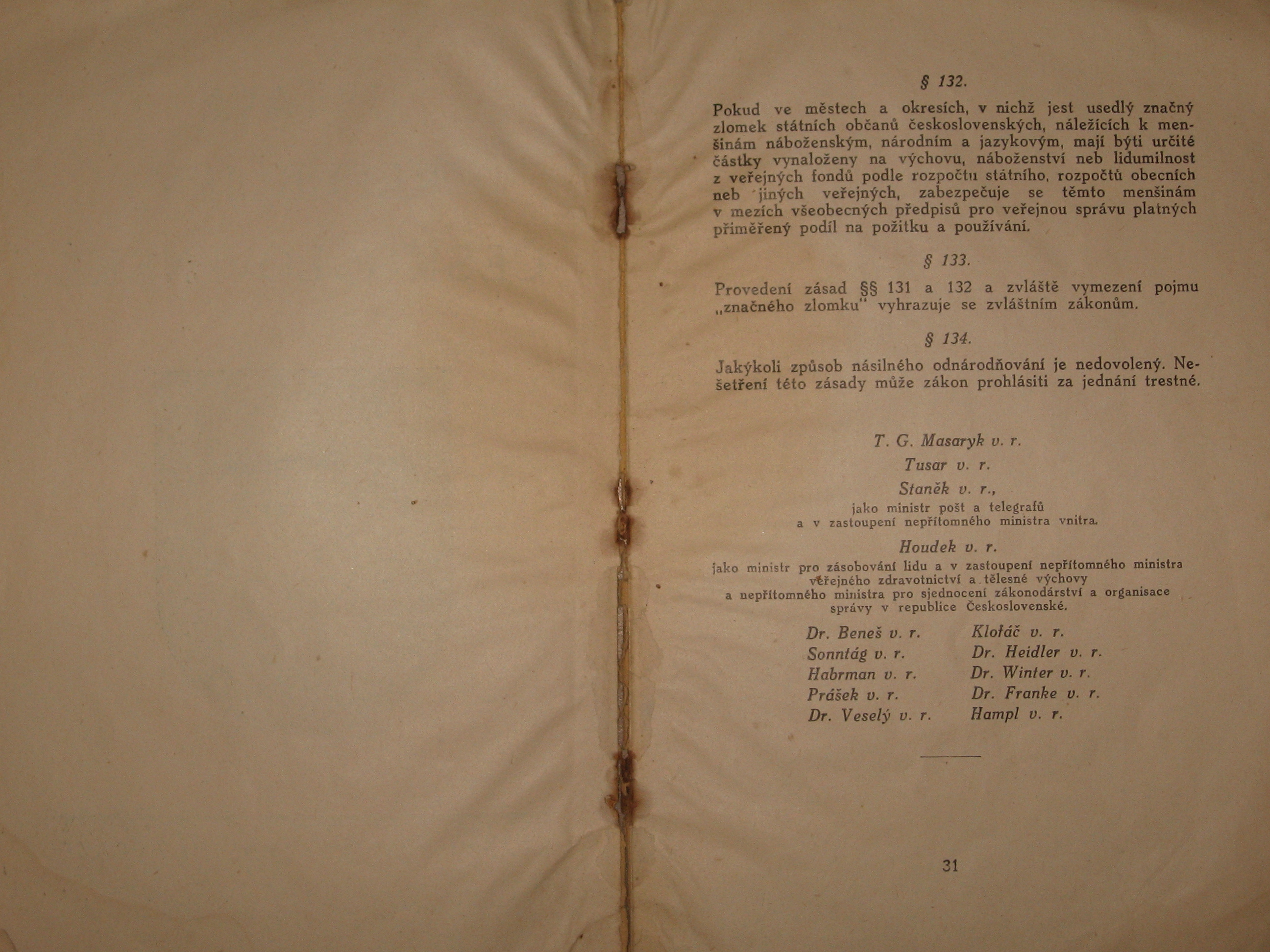
Poslední stránka z vydání z roku 1923

Svým pojetím byla tato Ústava založena na existenci národa československého, který má větve českou a slovenskou. To bylo vyvoláno situací, kdy počet Němců v novém státě převyšoval počet Slováků. Státotvorný národ československý však už tvořil dvoutřetinovou většinu.

## Struktura ústavy
Text ústavy je rozdělen na preambuli, 10 článků uvozovacího zákona a Ústavní listinu Československé republiky rozdělenou do šesti hlav. Ústavní listina měla 134 paragrafů.

## Preambule
Preambule byla inspirována preambulí Ústavy Spojených států amerických, z níž je celý první odstavec převzat. S tím rozdílem, že Ústava USA hovoří o „lidu Spojených států“ a československá ústava pouze o „národu Československém“.
| „ | My, národ Československý, chtějíce upevniti dokonalou jednotu národa, zavésti spravedlivé řády v republice, zajistiti pokojný rozvoj domoviny československé, prospěti obecnému blahu všech občanů tohoto státu a zabezpečiti požehnání svobody příštím pokolením, přijali jsme ve svém Národním shromáždění dne 29. února 1920 Ústavu pro Československou republiku, jejíž znění následuje. Přitom my, národ Československý, prohlašujeme, že chceme usilovati, aby tato ústava i všechny zákony naší země prováděny byly v duchu našich dějin stejně jako v duchu moderních zásad, obsažených v hesle sebeurčení; neboť chceme se přičleniti do společnosti národů jako člen vzdělaný, mírumilovný, demokratický a pokrokový. | “ |

## Ústavní listina

### I. Všeobecná ustanovení
Hlava první deklarovala Československo (československý stát) demokratickou republikou v čele s prezidentem. Deklarovala suverenitu lidu (Lid je zdrojem veškeré státní moci). Hranice státu šlo měnit pouze ústavním zákonem. Československo bylo jednotným státem.
Státní občanství bylo jediné a jednotné. Praha byla hlavním městem státu. Ústavní listina stanovila autonomii Podkarpatské Rusi, jež však zůstala více méně na papíře.

### II. Moc zákonodárná
Moc zákonodárnou tvořilo dvoukomorové Národní shromáždění. Dolní komora, Poslanecká sněmovna, měla 300 členů volených na 6 let. Aktivní volební právo měli občané od 21 let, pasivní od 30 let. Poslanecká sněmovna měla poslední slovo v zákonodárném procesu a jen jí byla odpovědná vláda.
Horní komora, Senát, měla 150 členů volených na 8 let. Aktivní volební právo měli občané od 26 let, pasivní od 45 let. Volební systém byl jinak u obou komor stejný, poměrný, volební obvody tedy byly vícemandátové. Volební zákon stanovil volební povinnost a volební právo odebral vojákům a policistům. Ke schválení ústavního zákona byla třeba silná 3/5 většina, a to v obou komorách. Vyloučen byl imperativní mandát, toto ustanovení však bylo obcházeno. Zajímavostí bylo referendum, které však nebylo provedeno.
Podle § 54 činil neodkladná opatření, k nimž by bylo třeba zákona, 24členný výbor parlamentu. Každá sněmovna do něj volila členy a náhradníky na dobu jednoho roku, poslanců bylo 16, senátorů 8. Z kompetencí parlamentu nepřecházelo na stálý výbor právo volit prezidenta republiky, měnit ústavní zákony a dávat souhlas k vyhlášení války. Neodkladná opatření s mocí zákona mohl stálý výbor vydat pouze na návrh vlády a za souhlasu prezidenta. Měla dočasnou platnost a musela být vyhlášena ve Sbírce zákonů. Současně je vláda předkládala k posouzení Ústavnímu soudu. Na nejbližší schůzi poslanecké sněmovny a senátu musel předseda výboru předložit zprávu o přijatých opatřeních. Pokud je obě sněmovny do dvou měsíců neschválily, pozbývala další platnost.

### III. Moc vládní a výkonná
Moc výkonnou představovali prezident republiky, vláda, ministerstva a nižší správní úřady.
Prezident zastupoval stát navenek, přijímal a pověřoval vyslance, sjednával a ratifikoval mezinárodní smlouvy, vypovídal válku a sjednával mír. Byl vrchním velitelem branné moci. Svolával, odročoval, rozpouštěl, prohlašoval za ukončená zasedání sněmoven Národního shromáždění, podával jim zprávu o stavu republiky, podepisoval zákony a měl právo vrátit je s připomínkami. Ve vztahu k vládě jmenoval a propouštěl ministry, určoval jejich počet. Jmenoval vysokoškolské profesory, soudce, vyšší státní úředníky a důstojníky, uděloval milost. Z výkonu své funkce nebyl odpovědný. Trestně stíhán mohl být pouze pro velezradu, po roce 1923 pak ještě pro zločiny úkladů o republiku a ohrožení její bezpečnosti. Potrestán mohl být pouze ztrátou svého úřadu. Prezident byl neodpovědný, byl volen Národním shromážděním na 7 let. Minimální věk kandidáta byl 35 let. Mohl být nejvýš dvakrát (toto ustanovení neplatilo pro Tomáše Garrigua Masaryka).
Postavení vlády zůstalo v podstatě stejné jako v prozatímní ústavě. Vláda rozhodovala sborově a byla odpovědná Poslanecké sněmovně, vládě mohla být vyslovena nedůvěra, prezident mohl jmenovat úřednickou vládu, což se také několikrát stalo.

### IV. Moc soudní
Soudy byly rozlišovány na soudy řádné, mimořádné a rozhodčí pro civilněprávní věci, pro trestněprávní věci byly občanské trestní soudy, vojenské trestní soudy a případně soudy výjimečné. V čele obecného soudnictví stál Nejvyšší soud, dále působil Nejvyšší správní soud, Ústavní soud a volební soud.

### V. Práva a svobody, jakož i povinnosti občanské
Zaručena byla rovnost, svoboda osobní a majetková, svoboda domovní, tisková, právo shromažďovací a spolkové, petiční, listovní tajemství, svoboda učení a svědomí, svoboda projevu mínění, svoboda náboženská a zvláštní ochrana manželství. Byla stanovena jen branná povinnost. Práva hospodářská, kulturní a sociální zakotvena nebyla, což ale bylo v dobovém kontextu zcela normální.
Práva byla ze strany státu respektována, jen v roce 1923 byl přijat zákon o ochraně republiky, jež mimo jiné obsahoval paragrafy o rozpouštění extrémistických a pro stát nebezpečných stran. Svoboda majetková byla do jisté míry omezena pozemkovou reformou.

### VI. Ochrana menšin národnostních, náboženských a rasových
Chráněny byly menšiny národní, náboženské a rasové (dle Saintgermainské smlouvy). Byla zaručena rovnost před zákonem, zákaz diskriminace občanů v přístupu k veřejným funkcím nebo ve vykonávání povolání či živnosti. Další podrobnosti stanovil jazykový zákon, zmíněný jako součást ústavy.
Jazykový zákon (č. 122/1920, přijatý ve stejný den jako ústava) stanovil za státní a oficiální jazyk československý. Zvláštní práva náležela menšinovým jazykům v případě, kdy obyvatelé mluvící jazykem tvořili alespoň 20 % populace v daném soudním okrese. Pak jim byla zaručena možnost podávat podání na soudy a úřady v menšinovém jazyce, v tom jim také náležela příslušná odpověď. Měly také nárok na vzdělání v tomto jazyce, souběžné vyučování „jazyka československého“ však zůstalo povinné.
Tento zákon byl přijímán negativně jen v oblastech, kde tvořila jazyková menšina výraznou většinu. I v případě 90% převahy byl vnitřním jazykem státních úřadů, pošty či železnice jazyk československý, včetně jeho povinné výuky na školách.